# کل جوبر
کُل جوبِر (به کُردی: کوڵ جووبڕ) یک تندیس نیم‌تنه است که به خسرو پرویز پادشاه ساسانی منسوب شده است. تندیس کول جوبر امروزه در موزه سنگ طاق‌بستان در شمال شرقی شهر کرمانشاه نگهداری می‌شود. به گفتهٔ علی‌اکبر دهخدا، مِسعَربن المُهَلهِل تاریخ‌نگار در سده دهم میلادی، این تندیس را در طاق‌بستان دیده است. اما پس از آن مجسمه به داخل دریاچهٔ طاق‌بستان افتاده است. در سده نوزدهم تنۀ آن را از آب بیرون می‌کشند و در بالای سد نصب می‌کنند. این تندیس بر اثر عوامل طبیعی و انسانی دچار خسارت زیادی شده است.

## نام
تندیس موسوم به کل جوبر سال‌ها در محل طاق‌بستان قرار داشت و توسط مردم بومی منطقه با نام کُل جوبِر (به کُردی: کوڵ جووبڕ) شناخته می‌شد. این واژه در زبان کُردی به معنای فرد کوتاه‌قدی است که جریان آب را قطع می‌کند. عباس مترجم باستان‌شناس علت این نامگذاری را وجود باورهایی در میان کشاورزان منطقه دانسته است. وی توضیح داده است که کشاورزان بر این باور بوده‌اند که این تندیس دارای قدرتی فراطبیعی است و می‌تواند جریان آب را قطع کند و هرگاه جریان آب رود کوله‌که‌و (چم بشیر) قطع می‌شده و آب به زمین‌های کشاورزی نمی‌رسیده‌ است، این مجسمه را مقصر قطع آب می‌دانسته‌اند. کول جوبر شمشیری در میان پاهای خود قرار داده و به آن تکیه کرده است که این فیگور اشاره‌ای تلمیحی به قدرت نظامی وی دارد.